# Ɇ
Ɇ (Minuskel: ɇ) ist ein Buchstabe des lateinischen Alphabets, der vom E abgeleitet ist, wobei ein diagonaler Strich durch den Buchstaben hinzugefügt wurde. Er findet sich in der Rechtschreibung der Mazahua-Sprache, wo er für [ɛ] steht, sowie in einigen anderen Sprachen Mexikos. 

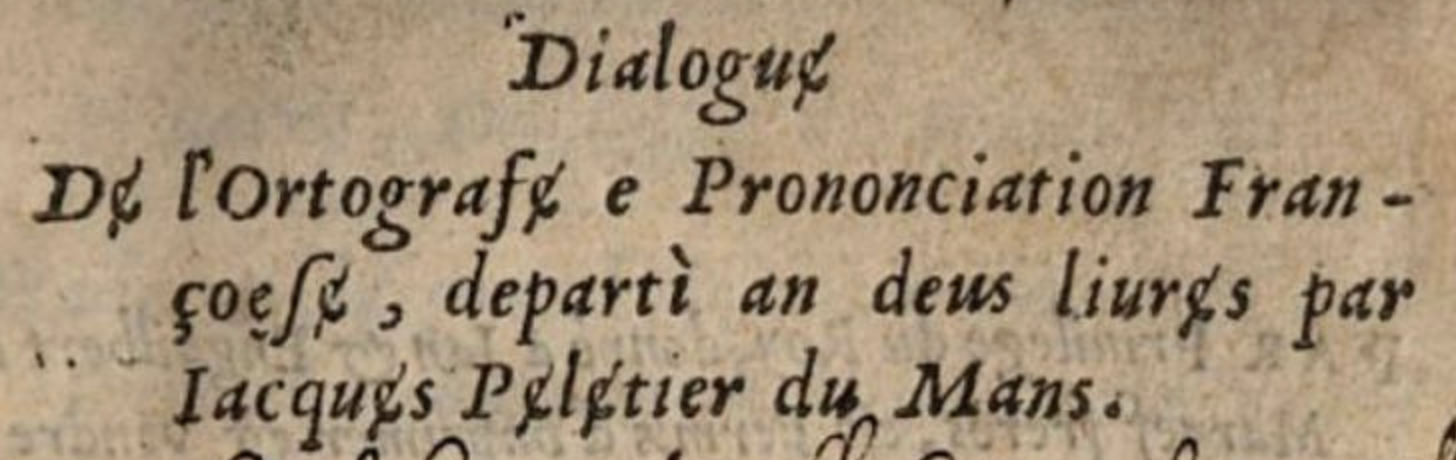
Dialoguɇ Dɇ l'Ortografɇ e Prononciation Françoęſɇ (1550)

Jacques Peletier du Mans verwendete ihn in seinem Vorschlag zur Reform der französischen Rechtschreibung Dialoguɇ Dɇ l'Ortografɇ e Prononciation Françoęſɇ (1550).